# Todd County (Kentucky)
Todd County ist ein County im Bundesstaat Kentucky der Vereinigten Staaten. Das U.S. Census Bureau hat bei der Volkszählung 2020 eine Einwohnerzahl von 12.243 ermittelt.
Der Verwaltungssitz (County Seat) ist Elkton, benannt nach einer ehemaligen Wasserstelle für Wapitis.

## Geographie
Das County liegt im Südwesten von Kentucky, grenzt im Süden an den Bundesstaat Tennessee und hat eine Fläche von 976 Quadratkilometern, wovon zwei Quadratkilometer Wasserfläche sind. Es grenzt in Kentucky im Uhrzeigersinn an folgende Countys: Muhlenberg County, Logan County und Christian County.

## Geschichte
Todd County wurde am 30. Dezember 1819 aus Teilen des Christian County und des Logan County gebildet. Benannt wurde es nach Colonel John Todd.
15 Bauwerke und Stätten des Countys sind im National Register of Historic Places eingetragen (Stand 21. Oktober 2017).

## Demografische Daten

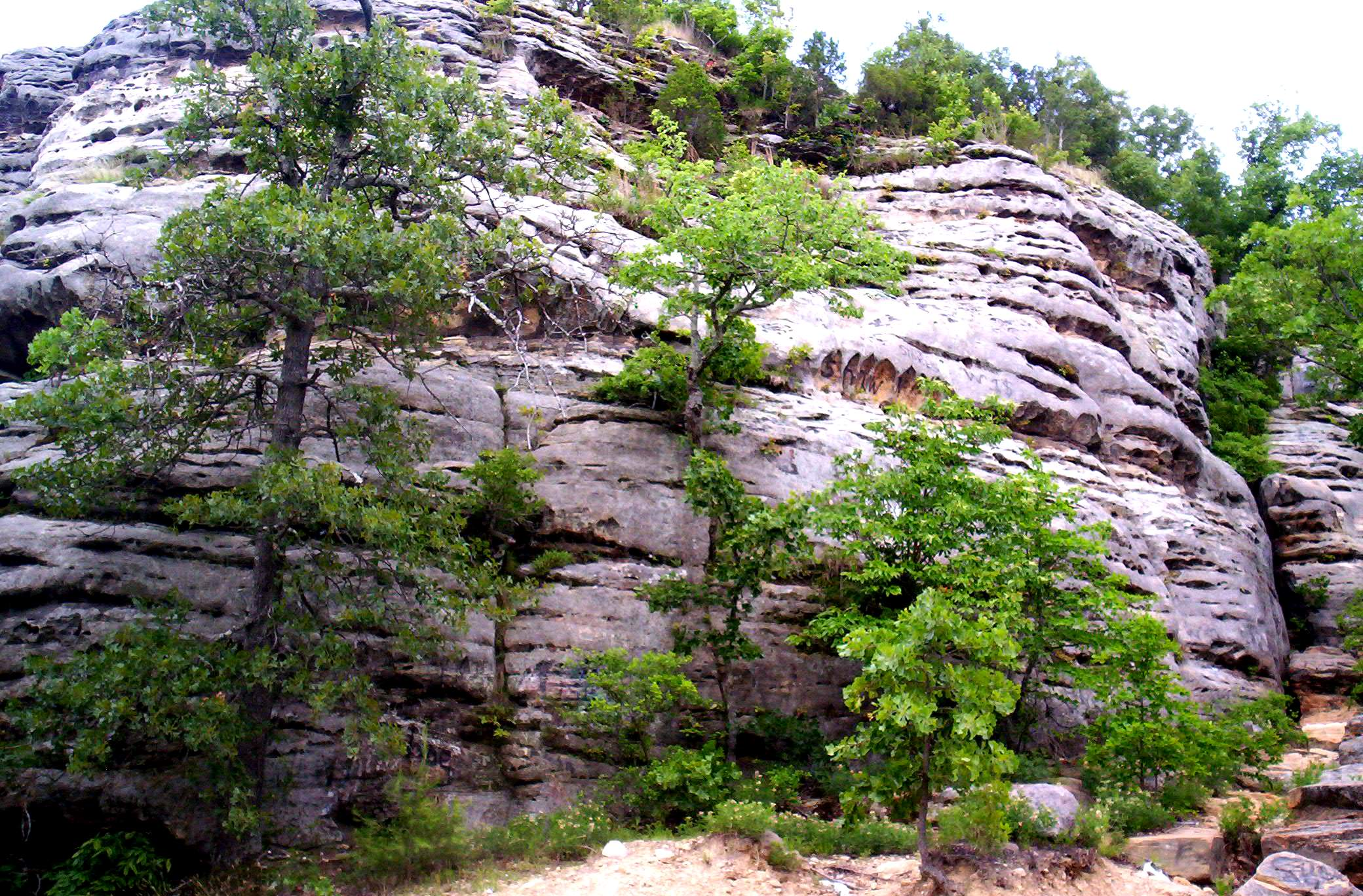
Felsformationen in Pilot Rock

Nach der Volkszählung im Jahr 2000 lebten im Todd County 11.971 Menschen. Davon wohnten 126 Personen in Sammelunterkünften, die anderen Einwohner lebten in 4.569 Haushalten und 3.367 Familien. Die Bevölkerungsdichte betrug 12 Einwohner pro Quadratkilometer. Ethnisch betrachtet setzte sich die Bevölkerung zusammen aus 89,32 Prozent Weißen, 8,75 Prozent Afroamerikanern, 0,15 Prozent amerikanischen Ureinwohnern, 0,17 Prozent Asiaten, 0,03 Prozent Bewohnern aus dem pazifischen Inselraum und 0,87 Prozent aus anderen ethnischen Gruppen; 0,71 Prozent stammten von zwei oder mehr Ethnien ab. 1,66 Prozent der Bevölkerung waren spanischer oder lateinamerikanischer Abstammung.
Von den 4.569 Haushalten hatten 33,5 Prozent Kinder und Jugendliche unter 18 Jahre, die bei ihnen lebten. 58,7 Prozent waren verheiratete, zusammenlebende Paare, 11,6 Prozent waren allein erziehende Mütter, 26,3 Prozent waren keine Familien, 23,0 Prozent waren Singlehaushalte und in 11,1 Prozent lebten Menschen im Alter von 65 Jahren oder darüber. Die Durchschnittshaushaltsgröße betrug 2,59 und die durchschnittliche Familiengröße lag bei 3,05 Personen.
Auf das gesamte County bezogen setzte sich die Bevölkerung zusammen aus 26,6 Prozent Einwohnern unter 18 Jahren, 8,7 Prozent zwischen 18 und 24 Jahren, 28,4 Prozent zwischen 25 und 44 Jahren, 22,4 Prozent zwischen 45 und 64 Jahren und 14,0 Prozent waren 65 Jahre alt oder darüber. Das Durchschnittsalter betrug 36 Jahre. Auf 100 weibliche Personen kamen 94,8 männliche Personen. Auf 100 Frauen im Alter von 18 Jahren alt oder darüber kamen statistisch 92,7 Männer.

Das jährliche Durchschnittseinkommen eines Haushalts betrug 29.718 USD, das Durchschnittseinkommen der Familien betrug 36.043 USD. Männer hatten ein Durchschnittseinkommen von 28.502 USD, Frauen 20.340 USD. Das Prokopfeinkommen betrug 15.462 USD. 14,7 Prozent der Familien und 17,2 Prozent der Bevölkerung lebten unterhalb der Armutsgrenze. Davon waren 21,9 Prozent Kinder oder Jugendliche unter 18 Jahre und 22,0 Prozent waren Menschen über 65 Jahre.

## Orte im County
- Allegre
- Allensville
- Anderson
- Bradshaw
- Britmart
- Cedar Grove
- Claymour
- Clifty
- Darnell
- Daysville
- Elkton
- Everett
- Guthrie
- Hadensville
- Hermon
- Jason
- Justice
- Kirkmansville
- Liberty
- Mount Tabor
- Sharon Grove
- Tabernacle
- Trenton
- Tress Shop
- Tyewhoppety
- Wilhelmina
- Zion